# Фик, Сигрид
Сигрид Фик (в девичестве — Френкель) (фин. Sigrid Fick (Frenckell), швед. Sigrid Fick (Frenckell); 28 марта 1887, Гельсингфорс (ныне — Хельсинки), Великое княжество Финляндское, Российская империя — 4 июня 1979, Стокгольм, Швеция) — шведская теннисистка финского происхождения. Участница трёх Олимпиад (1912, 1920, 1924), в паре с Гуннаром Сеттервалем двукратный призёр Олимпийских игр в миксте. В 1920 году в смешанном разряде вместе с  Альберт Линдквист проиграли в 1/16 финала Элизабет д’Айен и Пьеру Хиршу из Франции — 4:6, 2:6.
В течение своей спортивной карьеры 56 раз становилась чемпионкой Швеции, в том числе 22 раза в одиночном разряде.